# نهار القحطاني
نهار سعيد آل سحيم القحطاني لاعب كرة قدم سعودي ، يلعب كمدافع في نادي الوصيل.

## مسيرة اللاعب
لعب في نادي ضمك ونادي الكوكب والنادي العربي ونادي السلمية , نادي الوصيل.